# Sai Lüthai
Sai Lüthai (thailändisch ไสลือไทย, RTGS Sai Lue Thai, auch: Mahathammaracha III. – พระมหาธรรมราชาที่ ๓) war König von Sukhothai. Er regierte von 1398 bis zu seinem Tode 1419.
Informationen über Sai Lüthai stammen heute zumeist aus Steininschriften, die seine Mutter in seinem Namen verfasst hat. Seine Mutter, die  sich „Saṃtec Braḥ Rājadebī Srī Cuḷālakṣana Arrgarājamahesī Debadhòranī Tilakaratana“ (Asokārāma-Steininschrift) oder auch „Saṃtec Braḥ Rājajananī Srī Dharmarājamātā Mahātilakaraṭana Rājanārtha“ (Steininschrift 46) nannte, war die Tochter von König Li Thai und mit Mahathammaracha II. verheiratet. Mit ihm hatte sie zwei Söhne, Sai Lüthai und einen Prinzen mit Namen Asoka, von dem heute nichts bekannt ist.
In der Steininschrift Nr. 46 wird beschrieben, dass die Königinmutter zusammen mit ihrem Sohn „Satṃtec Mahādharrmarājādhipati Śrī Surīyavaṅsa“ (Sai Lüthai) im Jahr 762 C.S. (1400 A.D.) mit ihrer Armee Phra Bang (das heutige Nakhon Sawan) und Phrae zurückeroberten, um sich dann „der Oberherrschaft über das gesamte Land von Sri Satchanalai und Sukhothai zu erfreuen“. Durch die Rückeroberung von Phra Bang wurden die Warentransporte von Ayutthaya in Nord-Süd-Richtung unterbrochen. 
Nach dem Tod des Königs Saen Mueang Ma im nördlichen Nachbarland Lan Na im Jahr 1401, intervenierte Sai Lüthai im dortigen Erbfolgestreit auf Seiten des älteren Sohns Yi Kum Kam. Er marschierte mit seinem Heer in Lan Na ein. Nachdem er ein schlechtes Omen gesehen hatte, zog er sich jedoch wieder zurück, nahm Yi Kum Kam mit sich und überließ ihm eine seiner Provinzen (möglicherweise Kamphaeng Phet) als Apanage. In Lan Na regierte anschließend Yi Kum Kams jüngerer Bruder Sam Fang Kaen.
Als König Intharacha 1409 den Thron von Ayutthaya bestieg, war eine seiner ersten Aktionen, Sukhothai wieder zu einem Vasallenstaat zu machen. Der genaue Zeitpunkt ist unbekannt, aber die Steininschrift 49 wurde im Jahr 1412 von einem Nai Inthara Sorasak verfasst, der wahrscheinlich der Resident des Königs von Ayutthaya war, hierher gesandt von König Intharacha, um die Interessen Ayuddhayas gegenüber seinem Vasallen zu sichern.
Als Sai Lue Thai 1419 starb, reiste König Intharacha selber nach Phra Bang, um Mahathammaracha IV. als neuen Vasallen-Herrscher einzusetzen.